# Emma Gaggiotti-Richards
Emma Gaggiotti-Richards, née en 1825 à Rome et morte en juin 1912 à Velletri, est une peintre italienne de portraits et d'histoire, qui fut active au Royaume-Uni.
Elle réalisa cinq tableaux pour la reine Victoria et le prince Albert.

## Biographie

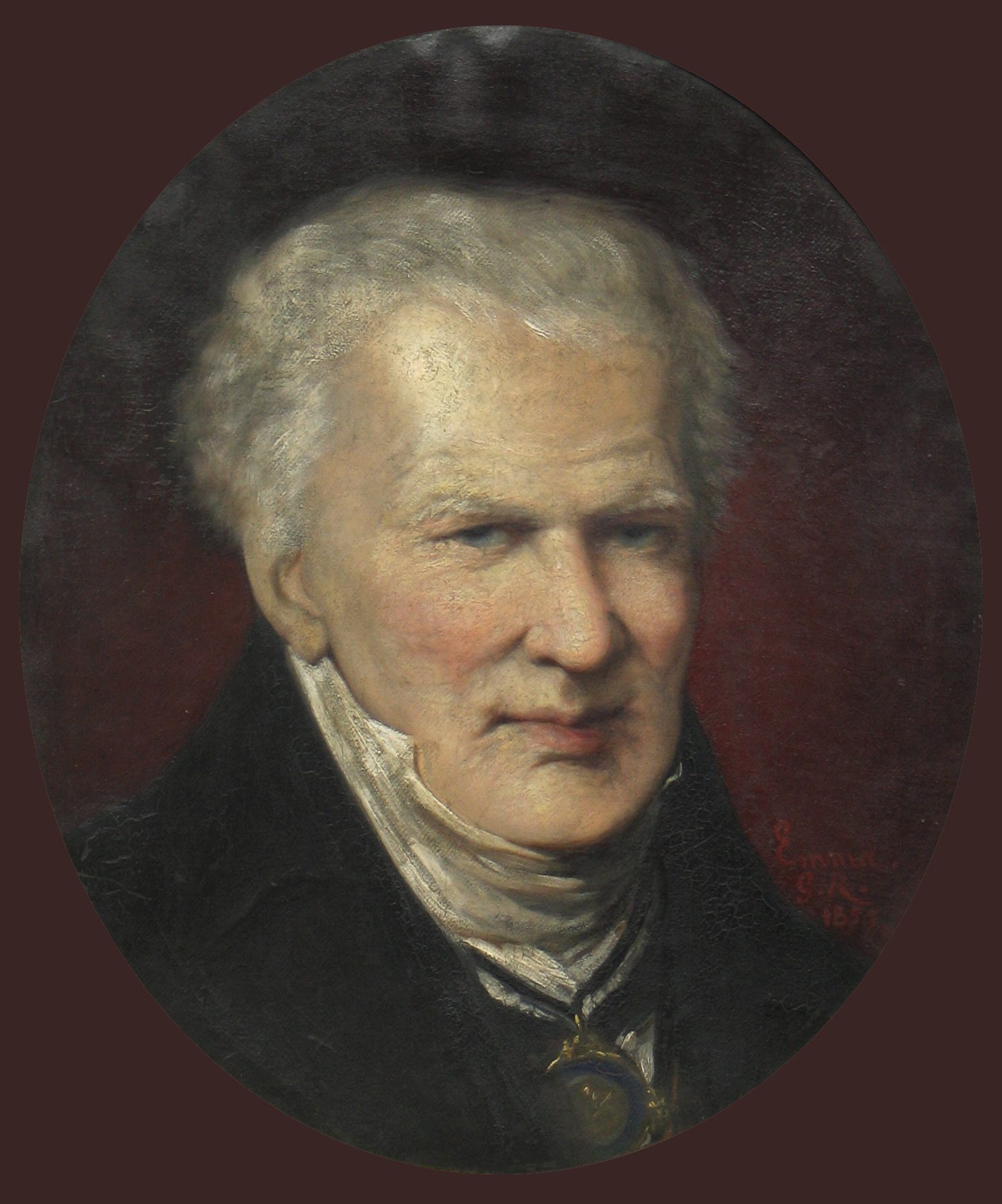
Son portrait d'Alexander von Humboldt en 1855.

Emma Gaggiotti-Richards naît en 1825 à Rome, mais grandit à Ancône. Nicola Consorti lui apprend à peindre.
En 1850, le prince Albert donne trois de ses tableaux, Faith, Hope et Charity, à son épouse, la reine Victoria. Après avoir vu l'autoportrait des artistes exposés en 1851 à l'Académie royale, elle commanda un autoportrait pour l'offrir au Prince Albert pour Noël 1853.

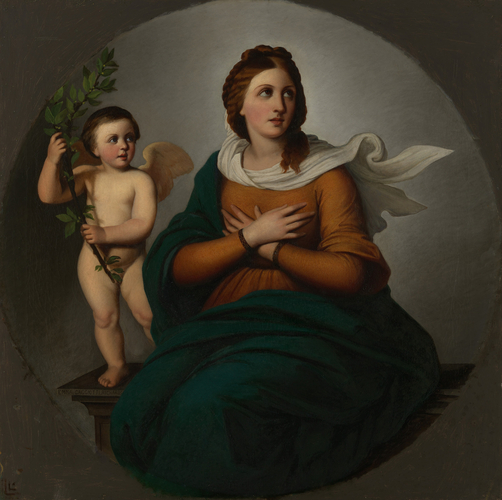
Faith
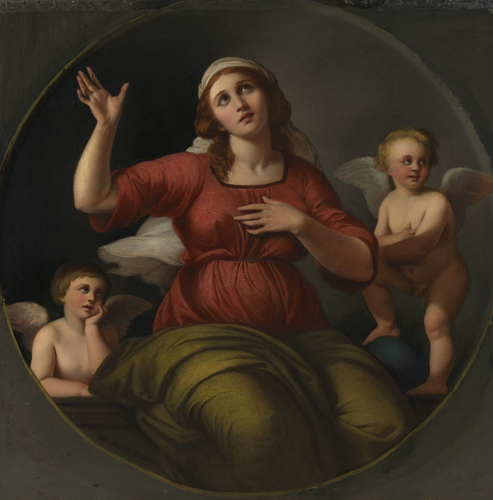
Hope
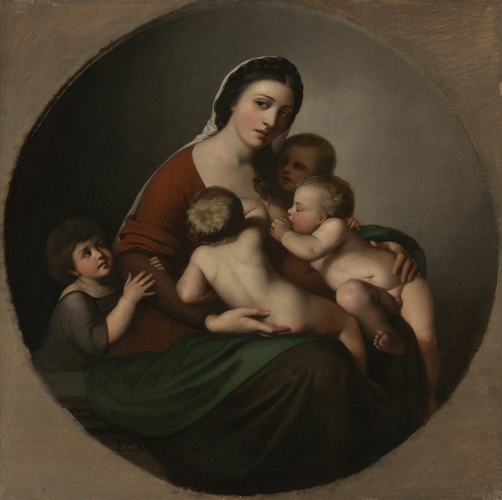
Charity

On cite d'elle un portrait d'Alexander von Humboldt.
Emma Gaggiotti-Richards meurt en 1912 à Velletri.